# Muzeum w Koszalinie
Muzeum w Koszalinie – muzeum w Koszalinie, założone w 1947, w 2009 wpisane do Państwowego Rejestru Muzeów (nr 100).

## Historia
Za początek koszalińskiego muzeum uważa się rok 1912, kiedy niemieckie Towarzystwo Krajoznawcze i Ochrony Kraju otworzyło w ratuszu staromiejskim pierwszą wystawę. 2 lata później Heimatmuseum otrzymało pomieszczenia w Domu Miejskim (obecnie poliklinika przy ul. Szpitalnej 2), a w 1929 budynek przy ul. Gdańskiej (obecnie ul. Marszałka Józefa Piłsudskiego 53). Muzeum zlikwidowano w 1945.
Muzeum w Koszalinie przejęło część zbiorów Heimatmuseum i 15 czerwca 1947 rozpoczęło działalność przy ul. Piłsudskiego. Do 1949 zarządzało nim miasto, później zostało upaństwowione. Od 1 stycznia 1999 muzeum ponownie podlega Urzędowi Miejskiemu w Koszalinie, a od 2000 nosi obecną nazwę.

## Zbiory
Muzeum kolekcjonuje zabytki archeologiczne, głównie z terenu Pomorza, historyczne, numizmaty, medale, ekslibrisy polskie i obce, meble, wyroby rzemiosła artystycznego, sztuki (malarstwo dawne i współczesne) oraz etnograficzne – zabytki rzemiosła, kultury i sztuki ludowej Pomorza.

## Działalność
Muzeum organizuje wystawy stałe i czasowe oraz imprezy plenerowe. Zajmuje się także działalnością edukacyjną i wydawniczą.

### Wystawiennictwo

#### „Sztuka dawna i rzemiosło od baroku do secesji”
W pomieszczeniach kamienicy Gellerta przygotowano stałą wystawę sztuki dawnej o charakterze wnętrz stylowych z epoki baroku, empiru, biedermeieru, II połowy XIX wieku i secesji. We wnętrzu wyeksponowano własne zabytki działu w tym meble, malarstwo, rzeźbę i rzemiosło artystyczne.
W pierwszym pokoju utworzono wnętrze wczesnobarokowe z XVII wieku. Zgromadzono tu typowe dla tego okresu w sztuce pomorskie meble w tym dwie szafy, jedna z 1697 roku, oraz kredens bogato zdobiony snycerką i intarsją. Ściany zdobi malarstwo portretowe. Najstarszym wizerunkiem jest portret Katarzyny Kalkstein, żony sędziego malborskiego. Oprócz malarstwa portretowego we wnętrzu umieszczono między innymi obrazy w typie malarstwa holenderskiego przedstawiające scenę rodzajową oraz wyobrażenie martwej natury.
W drugim salonie czerwonym zaaranżowano wnętrze sztuki barokowej z XVIII wieku. Styl ten zapoczątkowany w II poł. XVI wieku we Włoszech rozpowszechnił się dość szybko. W XVII w. i I połowie XVIII wieku stał się popularny już w całej Europie. We wnętrzu zaprezentowano barokowe meble oraz malarstwo portretowe. Uwagę zwracają dwie XVIII-wieczne szafy, komoda, stół oraz fotel z bogatą akantową snycerką oparcia. Pośród malarstwa wyróżnia się portret szlachecki rodów pomorskich w tym portret małżeństwa Steinwehr, Estery Agnieszki von Zitzewitz i Wilhelma von der Goltza.
Salon niebieski reprezentuje sztukę początku XIX wieku. Sztuka tego okresu zdominowana została przez nowy kierunek nazwany empire, ściśle związanym z okresem trwania Cesarstwa Napoleona. Empire był stylem dworskim, zafascynowanym kulturą antyczną i rzymską. Typowe dla tego stylu cechy reprezentuje eksponowany tutaj szezlong, okrągły stół i fotel. Malarstwo portretowe nosi charakterystyczne dla epoki cechy klasycystyczne i romantyczne. We wnętrzu wyróżnia się Portret damy szwedzkiego malarza Fredrica Westina z 1829 roku.
Salon ciemnozielony urządzony został w stylu biedermeier z typowymi dla tego okresu meblami i malarstwem. Biedermeier był stylem mieszczańskim rozwijającym się około 1815 roku do mniej więcej 1850 roku. Meble z tego czasu takie jak kanapa, stół, krzesła, sekretarzyki, sekretera posiadają formy proste, odznaczają się doskonałym rzemieślniczym wykonaniem, dobrym surowcem i dążeniem do jak największej wygody. Ściany pomieszczenia zdobią portrety męskie i kobiece, pełne intymności i spokoju, których bohaterem jest przeciętny mieszczanin.
Salon żółty odtwarza wnętrze mieszkalne okresu historyzmu, czyli nawrotu do wielkich stylów historycznych, powtarzających formy gotyku, renesansu, baroku, rokoka i innych z dominującym eklektyzmem. W II połowie XIX wieku pojawiły się zatem neostyle czerpiące tak wiele z repertuaru form poprzednich epok. We wnętrzu pokazano meble neobarokowe, neorenesansowe oraz eklektyczne. Realistyczne malarstwo portretowe przedstawiające wizerunki kobiece i męskie wzbogacono o przykłady niemieckiego malarstwa marynistycznego z II połowy XIX wieku.
W dwóch częściach salonu jasnozielonego zgromadzono zabytki sztuki secesyjnej. Secesja trwała krótko. Jej początki kształtowały się w latach 80. XIX wieku, a rozkwitła na przełomie wieków. Secesja była wielkim ruchem nowatorskim, zrywającym z historyzmem i eklektyzmem poprzednich epok, nawołującym o prawo epoki do własnej sztuki. Eksponowane tutaj meble, malarstwo i rzemiosło artystyczne obrazują zafascynowanie światem organicznym, linią krzywą i prostą, niespokojnym rytmem i ładem, wiotką postacią kobiecą, płaszczyzną i przestrzenią.

#### „Osieki 1963–1981”
Wystawa przedstawia wybrane prace pochodzące z plenerów odbywających się w podkoszalińskich Osiekach w latach 1963–1981. Zestaw prac pochodzących z kolekcji Działu Sztuki Współczesnej zawiera dzieła wybitnych polskich artystów, m.in.: Henryka Stażewskiego, Tadeusza Kantora, Józefa Robakowskiego, Edwarda Krasińskiego, Henryka Morela, Mariana Bogusza, Natalii LL, Jerzego Fedorowicza.

#### „Koszalin od średniowiecza do współczesności”
Ekspozycja prezentuje główne filary rozwoju Koszalina i zmiany jego wyglądu, a także działalność samorządu i osiągnięcia kulturalne miasta od jego powstania do dziś.

#### „Monety i medale ze zbiorów własnych Muzeum w Koszalinie”
Wystawa numizmatyczna ukazuje przekrojowo dzieje obcego i polskiego mennictwa od epoki starożytnej (m.in. skarb denarów rzymskich z I i II wieku n.e.) po czasy współczesne- zbiór srebrnych monet kolekcjonerskich emitowanych przez Narodowy Bank Polski. Sztukę medalierską reprezentuje m.in. tak zwana seria medali królewskich, emitowana w latach 1980–2005 przez koszaliński oddział Polskiego Towarzystwa Numizmatycznego.

#### „Pomorska Codzienność Połowy XX wieku.”
Pomorska codzienność Połowy XX wieku to wystawa stała. Przenosi do czasów, kiedy na tereny Pomorza przybyli osadnicy z Polski centralnej, Kresów Wschodnich, reemigranci z Europy Zachodniej. Większość z nich przywiozła ze sobą niewielki dobytek. Najcenniejsze i najbardziej przydatne rzeczy. W dużej mierze budowali oni swoje nowe życie w otoczeniu przedmiotów pozostawionych przez poprzednich mieszkańców tych ziemi. Zdarzało się, że niektóre zastane sprzęty były wcześniej nieznane nowym osadnikom, a monogramy wyhaftowane szwabachą były niezrozumiałe. W tym zawieszeniu, pomiędzy dwoma światami, tworzyła się nowa tożsamość kulturowa pomorskiej wsi.
Wystawa jest nie tylko lekcją historii, ale również nastrojową podróżą w przeszłość; spotkaniem ze zwykłymi-niezwykłymi przedmiotami codziennego użytku, które wspierały osadników w budowaniu nowego życia na Pomorzu. Różne tradycje, zaklęte w prostych z pozoru rzeczach, tworzą jedno dziedzictwo i pomagają ludziom przeistoczyć miejsce zamieszkania w dom.

#### „Warsztat szewski”
Ekspozycja mieści się w zabytkowym budynku gospodarczym zagrody rybackiej. Wszystkie eksponaty, mimo znacznego zużycia, pozostają w pełni sprawne.

#### „Kuźnia pomorska”
Wystawę tworzą narzędzia kowalskie (kowadła, młoty i kleszcze oraz te mniej znane – przecinaki, gładziki, przebijaki czy cyrkle kowalskie).

#### „Pradzieje Pomorza”
Wystawa archeologiczna prezentująca dzieje osadnictwa, wyroby kultury materialnej i wierzenia społeczeństw zamieszkujących Pomorze od epoki kamienia po czasy średniowiecza. Częścią ekspozycji jest zaaranżowany wykop archeologiczny, prezentujący zabytki w takim stanie, w jakim znajdują je archeolodzy.

### Pozostałe formy działalności
Pracownicy muzealni prowadzą lekcje, zajęcia plastyczne; organizowane są wykłady. Od 1970 roku prowadzona jest biblioteka, a od 1971 instytucja wydaje periodyk „Koszalińskie Zeszyty Muzealne”. Ponadto muzeum publikuje informatory, katalogi wystaw, książki naukowe. Wydano także serię monografii miast środkowopomorskich (Białogard, Świdwin, Drawsko Pomorskie).